# 케빈 슈밋
케빈 슈밋(Kevin Schmidt, 1988년 8월 16일 ~ )은 미국의 배우이다.

## 출연 작품
- 열두 명의 웬수들 2 (2005)
- 클럽하우스 (2004)
- 캐치 댓 머니 (2004)
- 나비 효과 (2004)
- 열두 명의 웬수들 (2003)
- 늪지의 괴물 2 (1989)